# Borja Sánchez
Borja Sánchez Laborde (Oviedo, España, 26 de febrero de 1996) es un futbolista español, que juega como centrocampista en el Real Oviedo de la Primera División Española

## Trayectoria
Su carrera como futbolista empezó en el Juventud Estadio (2007-2008), siguió en el Astur C. F. (2008-2011) y continuó en el Real Oviedo (2011-2012). En 2012 ingresó en la cantera del Real Madrid para incorporarse al juvenil C. Durante las dos siguientes temporadas pasaría por el Juvenil B y Juvenil A del conjunto madridista, con el que disputa la UEFA Youth League.
En el 2015 sube al Real Madrid Castilla, pero sería cedido durante la temporada 2015-16 al Club de Fútbol Fuenlabrada, para jugar en la Segunda División B.
Durante la temporada 2016-17 regresa al Real Madrid Castilla con el que juega la primera parte de la temporada y en enero de 2017 es cedido al RCD Mallorca B.
La temporada siguiente (2017-2018) llega al Real Oviedo Vetusta, donde consigue el ascenso a Segunda B con el filial carbayón realizando una gran temporada. 
En verano de 2018, al terminar el contrato con el Real Madrid se incorpora al Real Oviedo Vetusta en propiedad firmando un contrato por dos temporadas. El 28 de octubre de 2018 debuta con el primer equipo del Real Oviedo en Segunda División en el Nou Estadi en la derrota por 2-1 ante el Nástic de Tarragona. 
En la temporada 2019-20 sube al primer equipo oviedista. En su temporada de debut, se convierte en uno de los pilares del equipo, disputando 33 partidos de liga más uno de Copa del Rey, en los que anota 4 goles y reparte 2 asistencias. Además, anota el gol de la victoria del Oviedo en el derbi asturiano disputado en El Molinón el 22 de junio de 2020 tras una gran jugada individual.
El 3 de julio de 2023, tras la reticencia del entonces entrenador del conjunto oviedista Álvaro Cervera a otorgarle un rol protagonista, se marcha cedido al Club León de México, de la misma propiedad que el Real Oviedo. Esta etapa duraría poco, puesto que Borja regresaría al conjunto carbayón el 6 de enero de 2024, tomando cierto protagonismo de la mano de Luis Carrión, y renovaría hasta junio de 2026.
Debido al gran número de incorporaciones en la siguiente campaña el futbolista se volvería a quedar sin sitio en el cuadro azul, por lo que saldría cedido el último día de mercado al Burgos CF por petición expresa del director deportivo de este equipo, el exfutbolista carbayón, Michu.

## Estadísticas

### Clubes
Actualizado al último partido disputado el 21 de septiembre de 2024.
| Club                                | Div.          | Temporada     | Liga  | Liga  | Liga   | Copas nacionales | Copas nacionales | Copas nacionales | Copas internacionales | Copas internacionales | Copas internacionales | Total | Total | Total  |
| Club                                | Div.          | Temporada     | Part. | Goles | Asist. | Part.            | Goles            | Asist.           | Part.                 | Goles                 | Asist.                | Part. | Goles | Asist. |
| ----------------------------------- | ------------- | ------------- | ----- | ----- | ------ | ---------------- | ---------------- | ---------------- | --------------------- | --------------------- | --------------------- | ----- | ----- | ------ |
| C. F. Fuenlabrada · España          | 2.ª B         | 2015-16       | 28    | 5     | 0      | —                | —                | —                | —                     | —                     | —                     | 28    | 5     | 0      |
| C. F. Fuenlabrada · España          | Total club    | Total club    | 28    | 5     | 0      | 0                | 0                | 0                | 0                     | 0                     | 0                     | 28    | 5     | 0      |
| Real Madrid Castilla C. F. · España | 2.ª B         | 2016-17       | 1     | 0     | 0      | —                | —                | —                | —                     | —                     | —                     | 1     | 0     | 0      |
| Real Madrid Castilla C. F. · España | Total club    | Total club    | 1     | 0     | 0      | 0                | 0                | 0                | 0                     | 0                     | 0                     | 1     | 0     | 0      |
| R. C. D. Mallorca "B" · España      | 2.ª B         | 2016-17       | 14    | 0     | 0      | —                | —                | —                | —                     | —                     | —                     | 14    | 0     | 0      |
| R. C. D. Mallorca "B" · España      | Total club    | Total club    | 14    | 0     | 0      | 0                | 0                | 0                | 0                     | 0                     | 0                     | 14    | 0     | 0      |
| Real Oviedo Vetusta · España        | 3.ª           | 2017-18       | 31    | 8     | 0      | —                | —                | —                | —                     | —                     | —                     | 31    | 8     | 0      |
| Real Oviedo Vetusta · España        | 2.ª B         | 2018-19       | 34    | 6     | 0      | —                | —                | —                | —                     | —                     | —                     | 34    | 6     | 1      |
| Real Oviedo Vetusta · España        | Total club    | Total club    | 65    | 14    | 1      | 0                | 0                | 0                | 0                     | 0                     | 0                     | 65    | 14    | 1      |
| Real Oviedo · España                | 2.ª           | 2018-19       | 1     | 0     | 0      | 0                | 0                | 0                | —                     | —                     | —                     | 1     | 0     | 0      |
| Real Oviedo · España                | 2.ª           | 2019-20       | 34    | 4     | 2      | 1                | 0                | 0                | —                     | —                     | —                     | 34    | 4     | 2      |
| Real Oviedo · España                | 2.ª           | 2020-21       | 37    | 4     | 2      | 0                | 0                | 0                | —                     | —                     | —                     | 37    | 4     | 2      |
| Real Oviedo · España                | 2.ª           | 2021-22       | 41    | 5     | 9      | 1                | 0                | 0                | —                     | —                     | —                     | 41    | 5     | 9      |
| Real Oviedo · España                | 2.ª           | 2022-23       | 25    | 1     | 2      | 1                | 0                | 0                | —                     | —                     | —                     | 25    | 1     | 2      |
| Club León · México                  | 1.ª           | 2023          | 11    | 1     | 0      | ―                | ―                | ―                | 0                     | 0                     | 0                     | 11    | 1     | 0      |
| Club León · México                  | Total club    | Total club    | 11    | 1     | 0      | 0                | 0                | 0                | 0                     | 0                     | 0                     | 11    | 1     | 0      |
| Real Oviedo España                  | 2.ª           | 2024          | 16    | 2     | 0      | 0                | 0                | 0                | —                     | —                     | —                     | 16    | 2     | 0      |
| Real Oviedo España                  | Total club    | Total club    | 151   | 16    | 15     | 3                | 0                | 0                |                       |                       |                       | 154   | 16    | 15     |
| Burgos C.F. España                  | 2.ª           | 2024-25       | 3     | 0     | 0      | 0                | 0                | 0                | —                     | —                     | —                     | 3     | 0     | 0      |
| Burgos C.F. España                  | Total club    | Total club    | 3     | 0     | 0      | 0                | 0                | 0                |                       |                       |                       | 154   | 16    | 15     |
| Total carrera                       | Total carrera | Total carrera | 273   | 36    | 16     | 3                | 0                | 0                | 0                     | 0                     | 0                     | 276   | 36    | 16     |